# Benjamin Manceau
Benjamin Manceau (ur. 2 czerwca 1987 w Angers) – francuski wioślarz, medalista mistrzostw świata i mistrzostw Europy.

## Osiągnięcia
| Rok  | Impreza                 | Miejsce | Konkurencja           | Lokata      |
| ---- | ----------------------- | ------- | --------------------- | ----------- |
| 2007 | Mistrzostwa świata U-23 | Glasgow | czwórka ze sternikiem | 2. miejsce  |
| 2008 | Mistrzostwa Europy      | Ateny   | ósemka                | 1. miejsce  |
| 2008 | Mistrzostwa świata      | Linz    | dwójka ze sternikiem  | 2. miejsce  |
| 2009 | Mistrzostwa Europy      | Brześć  | ósemka                | 3. miejsce  |
| 2009 | Mistrzostwa świata      | Poznań  | dwójka ze sternikiem  | 5. miejsce  |
| 2011 | Mistrzostwa świata      | Bled    | ósemka                | 12. miejsce |
| 2012 | Mistrzostwa świata      | Płowdiw | dwójka ze sternikiem  | 2. miejsce  |
| 2013 | Mistrzostwa Europy      | Sewilla | ósemka                | 4. miejsce  |
| 2013 | Mistrzostwa świata      | Chungju | dwójka ze sternikiem  | 3. miejsce  |
| 2013 | Mistrzostwa świata      | Chungju | ósemka                | 6. miejsce  |